# Dixie (Virginie-Occidentale)
 (mars 2025).
Pour les articles homonymes, voir Dixie.
Dixie est une census-designated place située dans les comtés de Fayette et de Nicholas, dans l’État de Virginie-Occidentale, aux États-Unis. Lors du recensement de 2020, elle comptait 227 habitants.